# August Leopold Crelle
August Leopold Crelle (17 de marzo de 1780-6 de octubre de 1855) era un matemático alemán. Nació en Eichwerder cerca de Wriezen ,Brandenburg , y murió en Berlín. Si bien no pudo estudiar Matemáticas formalmente debido a su situación económica, logró tener un gran dominio de estas gracias a sus estudios como ingeniero y a una dedicación total en sus ratos libres al grado que cuando tenía 36 años recibe su doctorado por la Universidad de Heidelberg con la tesis De calculi variabilium in geometria et arte mechanica usu . Antes de dedicarse por completo a la ciencia, trabajó en el ministerio del interior de Prusia.
Él es el fundador del Journal für die reine und Angewandte Mathematik (también conocido como Diario de Crelle). Se hizo amigo de Niels Henrik Abel y publicó siete trabajos de Abel en el primer volumen de su diario.
En 1841, fue elegido miembro extranjero de la Real Academia de las Ciencias de Suecia. 